# Býškovice
Býškovice (in tedesco Bischkowitz) è un comune della Repubblica Ceca facente parte del distretto di Přerov, nella regione di Olomouc.